# Automotrici SB AC 1-4
Le automotrici AC 1 ÷ 4 della Südbahn erano una serie di automotrici elettriche, in servizio sulla ferrovia Bolzano-Caldaro.

## Storia
Le prime due automotrici della serie, numerate 1 e 2, furono costruite nel 1903 dalla Grazer Waggonfabrik, con parte elettrica Ganz, e destinate all'esercizio del prolungamento da Caldaro a Sant'Antonio, caratterizzato da forti pendenze e pertanto elettrificato a 650 V cc.
Nel 1911 venne attivata la trazione elettrica sull'intera linea, ma con tensione aumentata a 1.200 V, e pertanto le due elettromotrici vennero modificate nell'equipaggiamento elettrico; contemporaneamente furono costruite altre due unità identiche, numerate 3 e 4.
Con l'annessione all'Italia dell'Alto Adige (1918) l'esercizio della linea fu assunto provvisoriamente dalle Ferrovie dello Stato, che lo cedettero nel 1923 alla Società Anonima Ferrovia Transatesina di Bolzano.
Nel 1934 i primi chilometri della linea, comuni con la linea Bolzano-Merano delle FS, furono trasformati con alimentazione elettrica da terza rotaia, al fine di consentire l'elettrificazione a corrente alternata trifase della linea statale. Pertanto le automotrici ricevettero anche delle prese di corrente a pattino, poste sui carrelli. Tale sistema perdurò anche dopo la conversione della Bolzano-Merano alla corrente continua nel 1953.
La Bolzano-Caldaro venne chiusa al traffico passeggeri e de-elettrificata nel 1963; le automotrici vennero accantonate e demolite.